# Sitki (Mazovie)
Pour les articles homonymes, voir Sitki.
Sitki (prononciation : [ˈɕitki]) est un village polonais de la gmina de Klembów dans le powiat de Wołomin de la voïvodie de Mazovie dans le centre-est de la Pologne.
Il se situe à environ 2 kilomètres au nord de Klembów (siège de la gmina), 10 kilomètres au nord-est de Wołomin (siège du powiat) et à 31 kilomètres au nord-est de Varsovie (capitale de la Pologne).
Le village possède une population de 222 habitants en 2013.

## Histoire
De 1975 à 1998, le village appartenait administrativement à la voïvodie d'Ostrołęka.